# Jonathan Clauss
Jonathan Clauss (Straatsburg, 25 september 1992) is een Frans voetballer die doorgaans speelt als rechtsachter. Na lang gespeeld te hebben op lagere niveaus in Frankrijk en Duitsland, brak hij vanaf 2020 door bij RC Lens, waarna hij in in juli 2022 overstapte naar Olympique Marseille en in juli 2024 naar OGC Nice. Clauss debuteerde in maart 2022 in het Frans voetbalelftal, waarmee hij deelnam aan het EK 2024.

## Clubcarrière

### Begin van carrière
Clauss speelde jarenlang in de jeugdopleiding van RC Strasbourg, maar bereikte niet het eerste elftal, waarna hij in 2010 overstapte naar de amateurclub ASPV Strasbourg. Na drie jaar ging hij spelen bij de Duitse amateurclub SV Linx. De club eindigde in 2014 en 2015 als tweede en derde, maar wist niet te promoveren naar de Oberliga Baden-Württemberg. In 2015 keerde Clauss terug naar Frankrijk om te voetballen bij US Raon l'Étape, dat net was gedegradeerd naar het vijfde niveau. De club eindigde als tweede in zijn groep en promoveerde terug naar de Championnat National 2. Clauss ging zelf het daaropvolgende seizoen voetballen op het derde niveau, bij US Avranches. Clauss scoorde voor de club in het bekerduel met Stade Lavallois (3–1 winst) en het competitieduel tegen CS Sedan (1–4 winst). De club eindigde als tiende en werd in de kwartfinales van de Coupe de France uitgeschakeld door de uiteindelijke winnaar Paris Saint-Germain. In het seizoen 2017/18 ging Clauss spelen bij Quevilly-Rouen, dat net was gepromoveerd naar de Ligue 2. De club degradeerde aan het eind van het seizoen.

### Arminia Bielefeld
Na een proeftraining bij Arminia Bielefeld, dat het voorgaande seizoen als vierde was geëindigd in de 2. Bundesliga, ondertekende Clauss in augustus 2018 transfervrij een eenjarig contract bij die club. Hij maakte zijn debuut voor Arminia Bielefeld op 27 augustus 2018 door Tom Schütz te vervangen in de met 3–0 verloren competitiewedstrijd tegen Hamburger SV. Hij scoorde op 22 februari 2019 voor het eerst voor Arminia Bielefeld, waarmee hij zijn club een punt bezorgde op bezoek bij Union Berlin (1–1). Arminia Bielefeld eindigde het seizoen als zevende, waarna Clauss' contract bij de club met een jaar werd verlengd. Dat seizoen kwam Clauss in iedere wedstrijd in actie en hielp hij Arminia Bielefeld met vijf doelpunten naar het kampioenschap en dus promotie naar de Bundesliga na elf jaar. Clauss verlengde zijn contract bij de club vervolgens niet.

### RC Lens

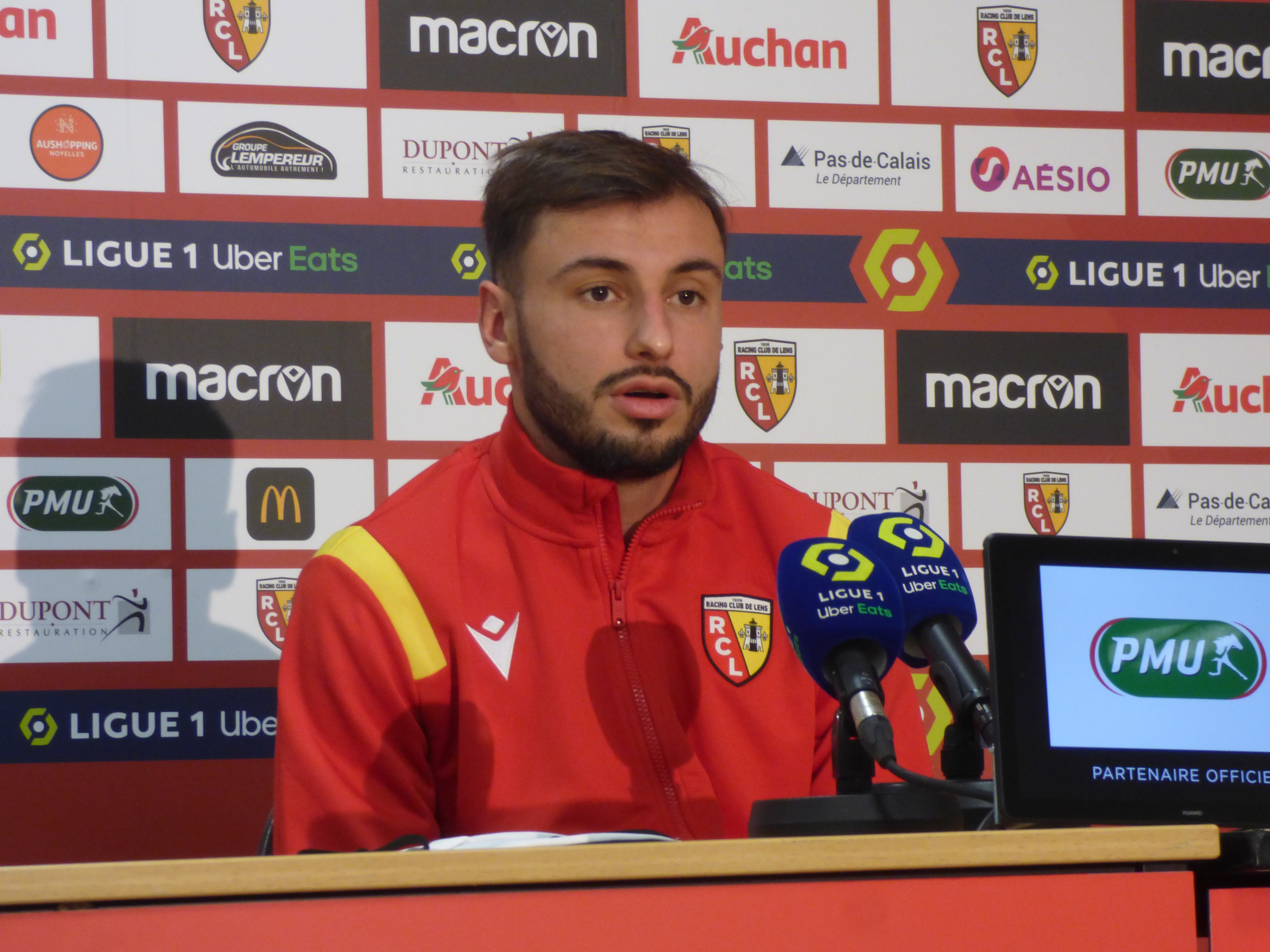
Clauss in februari 2021.

Clauss ondertekende in juni 2020 transfervrij een driejarig contract bij RC Lens, dat net was gepromoveerd naar de Ligue 1. Nadat hij op 5 september 2020 voor het B-elftal tegen CS Sedan speelde in de Championnat National 2, debuteerde hij op 13 september 2020 in de hoogste competitie van een land, als basisspeler bij een 2–3 overwinning tegen FC Lorient. Hij maakte op 28 februari 2021 zijn eerste doelpunt voor RC Lens, bij een 2–2 gelijkspel tegen Angers SCO in de competitie. De club eindigde het seizoen als zevende. Clauss werd opgenomen in het elftal van het competitieseizoen bij de Trophées UNFP du football. In het seizoen 2021/22 eindigde RC Lens wederom als zevende in de competitie en werd Clauss opnieuw opgenomen in het elftal van het competitieseizoen, ditmaal samen met teamgenoot Seko Fofana.

### Olympique Marseille
Clauss ondertekende in juli 2022 een driejarig contract bij Olympique Marseille, dat zo'n € 9 miljoen zou hebben betaald en het voorgaande jaar als tweede was geëindigd in de Ligue 1. Eerder werden boden van Olympique Marseille op Clauss nog afgewezen door RC Lens. Clauss debuteerde op 7 augustus 2022 voor Olympique Marseille, als basisspeler in het met 4–1 gewonnen competitieduel tegen Stade Reims. Een maand later maakte hij tegen Tottenham Hotspur (2–0 nederlaag) zijn debuut in het internationale clubvoetbal, in de UEFA Champions League. Hij scoorde op 30 september 2022 zijn eerste doelpunt voor Olympique Marseille en gaf vervolgens de assist bij de andere doelpunten van een 0–3 competitiezege bij Angers. Op 1 maart 2023 benutte hij zijn strafschop, maar verloor Olympique Marseille een penaltyserie tegen FC Annecy in de kwartfinales van de Coupe de France. De club eindigde in de competitie op de derde plek. Clauss maakte op 21 september 2023 zijn eerste doelpunt in het internationale clubvoetbal, bij een 3–3 gelijkspel op bezoek bij Ajax in de UEFA Europa League. Op 10 december 2023 werd hij met een directe rode kaart van het veld gestuurd bij een 2–4 competitiezege op FC Lorient. Op 21 januari 2024 benutte hij zijn strafschop, maar verloor Olympique Marseille de strafschoppenreeks van Stade Rennais in de zestiende finales van de Coupe de France. Olympique Marseille eindigde als achtste in de competitie en werd uitgeschakeld in de halve finales van de UEFA Europa League.

### OGC Nice
Clauss ondertekende op 25 juli 2024 een tweejarig contract bij OGC Nice, waar hij herenigd werd met Franck Haise, eerder zijn trainer bij RC Lens. Hij debuteerde voor zijn nieuwe club op 18 augustus 2024, in de met 2–1 verloren competitiewedstrijd tegen AJ Auxerre. Een week later scoorde hij in het uitduel met Toulouse FC (1–1). Op 21 december 2024 benutte hij de winnende strafschop in de penaltyserie van het bekerduel tegen USC Corte.

## Clubstatistieken
| Seizoen         | Club                | Competitie             | Competitie | Competitie | Beker | Beker | Internationaal | Internationaal | Totaal | Totaal |
| Seizoen         | Club                | Competitie             | Wed.       | Dlp.       | Wed.  | Dlp.  | Wed.           | Dlp.           | Wed.   | Dlp.   |
| --------------- | ------------------- | ---------------------- | ---------- | ---------- | ----- | ----- | -------------- | -------------- | ------ | ------ |
| 2016/17         | US Avranches        | Championnat National   | 30         | 1          | 6     | 1     | —              | —              | 36     | 2      |
| 2017/18         | Quevilly-Rouen      | Ligue 2                | 29         | 1          | 0     | 0     | —              | —              | 29     | 1      |
| 2018/19         | Arminia Bielefeld   | 2. Bundesliga          | 28         | 3          | 1     | 0     | —              | —              | 29     | 3      |
| 2019/20         | Arminia Bielefeld   | 2. Bundesliga          | 34         | 5          | 2     | 0     | —              | —              | 36     | 5      |
| 2020/21         | RC Lens B           | Championnat National 2 | 1          | 0          | —     | —     | —              | —              | 1      | 0      |
| 2020/21         | RC Lens             | Ligue 1                | 33         | 3          | 1     | 0     | —              | —              | 34     | 3      |
| 2021/22         | RC Lens             | Ligue 1                | 37         | 5          | 3     | 0     | —              | —              | 40     | 5      |
| 2022/23         | Olympique Marseille | Ligue 1                | 34         | 2          | 2     | 0     | 6              | 0              | 42     | 2      |
| 2023/24         | Olympique Marseille | Ligue 1                | 27         | 3          | 2     | 0     | 14             | 2              | 43     | 5      |
| 2024/25         | OGC Nice            | Ligue 1                | 12         | 1          | 2     | 0     | 5              | 0              | 19     | 1      |
| Carrière totaal | Carrière totaal     | Carrière totaal        | 265        | 24         | 19    | 1     | 25             | 2              | 309    | 27     |

Bijgewerkt t/m 16 januari 2025.

## Interlandcarrière
Clauss werd in maart 2022 door bondscoach Didier Deschamps voor het eerst opgeroepen voor het Frans elftal. Op 25 maart 2022 maakte hij zijn interlanddebuut, als vervanger van Kingsley Coman vlak voor tijd in de oefenwedstrijd tegen Ivoorkust (2–1 winst). Vier dagen later startte hij in de basiself voor de met 5–0 gewonnen oefeninterland tegen Zuid-Afrika. Clauss viel in november 2022 af voor de Franse selectie voor het WK 2022 in Qatar, waarop Frankrijk als tweede eindigde. Hij maakte op 18 november 2023 zijn eerste interlanddoelpunt. Het was de 5–0 in een 14–0 zege op Gibraltar in de EK-kwalificatie, Frankrijks grootste overwinning ooit. Clauss werd op 16 mei 2024 door Deschamps opgenomen in de Franse selectie voor het EK 2024 in Duitsland. Frankrijk werd in de halve finales met een 2–1 nederlaag uitgeschakeld door Spanje. Clauss kwam niet in actie op het toernooi.
| Interlands van Jonathan Clauss voor Frankrijk | Interlands van Jonathan Clauss voor Frankrijk | Interlands van Jonathan Clauss voor Frankrijk | Interlands van Jonathan Clauss voor Frankrijk | Interlands van Jonathan Clauss voor Frankrijk | Interlands van Jonathan Clauss voor Frankrijk |
| №                                             | Datum                                         | Wedstrijd                                     | Uitslag                                       | Competitie                                    | Goals                                         |
| 4                                             | Als speler van RC Lens                        | Als speler van RC Lens                        | Als speler van RC Lens                        | Als speler van RC Lens                        | 0                                             |
| --------------------------------------------- | --------------------------------------------- | --------------------------------------------- | --------------------------------------------- | --------------------------------------------- | --------------------------------------------- |
| 01.                                           | 25 maart 2022                                 | Frankrijk – Ivoorkust                         | 2 – 1                                         | Vriendschappelijk                             |                                               |
| 02.                                           | 29 maart 2022                                 | Frankrijk – Zuid-Afrika                       | 5 – 0                                         | Vriendschappelijk                             |                                               |
| 03.                                           | 3 juni 2022                                   | Frankrijk – Denemarken                        | 1 – 2                                         | UEFA Nations League A 2022/23                 |                                               |
| 04.                                           | 6 juni 2022                                   | Kroatië – Frankrijk                           | 1 – 1                                         | UEFA Nations League A 2022/23                 |                                               |
| 9                                             | Als speler van Olympique Marseille            | Als speler van Olympique Marseille            | Als speler van Olympique Marseille            | Als speler van Olympique Marseille            | 2                                             |
| 05.                                           | 22 september 2022                             | Frankrijk – Oostenrijk                        | 2 – 0                                         | UEFA Nations League A 2022/23                 |                                               |
| 06.                                           | 25 september 2022                             | Denemarken – Frankrijk                        | 2 – 0                                         | UEFA Nations League A 2022/23                 |                                               |
| 07.                                           | 13 oktober 2023                               | Nederland – Frankrijk                         | 1 – 2                                         | Kwalificatie EK 2024                          |                                               |
| 08.                                           | 17 oktober 2023                               | Frankrijk – Schotland                         | 4 – 1                                         | Vriendschappelijk                             |                                               |
| 09.                                           | 18 november 2023                              | Frankrijk – Gibraltar                         | 14 – 0                                        | Kwalificatie EK 2024                          | 34'                                           |
| 10.                                           | 21 november 2023                              | Griekenland – Frankrijk                       | 2 – 2                                         | Kwalificatie EK 2024                          |                                               |
| 11.                                           | 23 maart 2024                                 | Frankrijk – Duitsland                         | 0 – 2                                         | Vriendschappelijk                             |                                               |
| 12.                                           | 26 maart 2024                                 | Frankrijk – Chili                             | 3 – 2                                         | Vriendschappelijk                             |                                               |
| 13.                                           | 5 juni 2024                                   | Frankrijk – Luxemburg                         | 3 – 0                                         | Vriendschappelijk                             | 70'                                           |
| 1                                             | Als speler van OGC Nice                       | Als speler van OGC Nice                       | Als speler van OGC Nice                       | Als speler van OGC Nice                       | 0                                             |
| 14.                                           | 6 september 2024                              | Frankrijk – Italië                            | 1 – 3                                         | UEFA Nations League A 2024/25                 |                                               |

Bijgewerkt t/m 17 januari 2025.

## Erelijst
Arminia Bielefeld
- Kampioen 2. Bundesliga: 2019/20

Persoonlijk
- UNFP Ligue 1-Elftal van het Seizoen: 2020/21, 2021/22